# Alecton discoidalis
Alecton discoidalis is een keversoort uit de familie glimwormen (Lampyridae). De wetenschappelijke naam van de soort werd voor het eerst geldig gepubliceerd in 1833 door Laporte de Castelnau.